# Józef Franciszek Jan Potocki
Józef Franciszek Jan Potocki herbu Pilawa (ur. 4 października 1800 w Boćkach, zm. 8 września 1863 w Paryżu) – polski hrabia, powstaniec listopadowy. 
Syn Jana Alojzego i Marii Antoniny Czartoryskiej, córki Józefa Klemensa Czartoryskiego, wnuk Franciszka Piotra Potockiego. Jego bratem był Herman Potocki. 
W 1831 został wybrany posłem z powiatu bielskiego na sejm powstańczy.
Za udział w powstaniu listopadowym został skazany wraz z bratem Hermanem na karę śmierci i pozbawienie rozległego majątku na terenie dzisiejszej Ukrainy. W drodze do Francji zostali aresztowani przez Austriaków na żądanie rosyjskich władz i osadzeni na sześć miesięcy w twierdzy brneńskiej. Po zwolnieniu udał się na stała emigrację do Francji. Był członkiem sejmu powstańczego na emigracji. 
Pod nazwiskiem de Montalk wziął potajemnie ślub cywilny w Belgii z uprowadzoną przez siebie z pałacu trzeciego markiza Townshend, jego siostrzenicą Judith Charlotte Anne O’Kennedy. Nazwisko Montalk było prawdopodobnie próbą przełożenia na język francuski słowa Białystok, albo Białołówka (posiadłość odebrana Potockiemu za udział w powstaniu listopadowym). Nazwisko to na stałe przyjął jego syn, Joseph Wladislas Edmund Potocki de Montalk i nosili je jego nowozelandzcy potomkowie. 
Służył jako dowódca kawalerii w armii hiszpańskiej i wiązł udział wyprawie meksykańskiej generała Prima. Potomkowie Potockiego zostali pozbawieni po jego śmierci możliwości przejęcia majątku prawdopodobnie na skutek nacisków rodziny w Polsce związanych z nie uznaniem związku z Judith za pełnoprawnego. Kościelny ślub z Judith, Potocki wziął 25 maja 1857 r., w Paryżu.